# Bolszewo

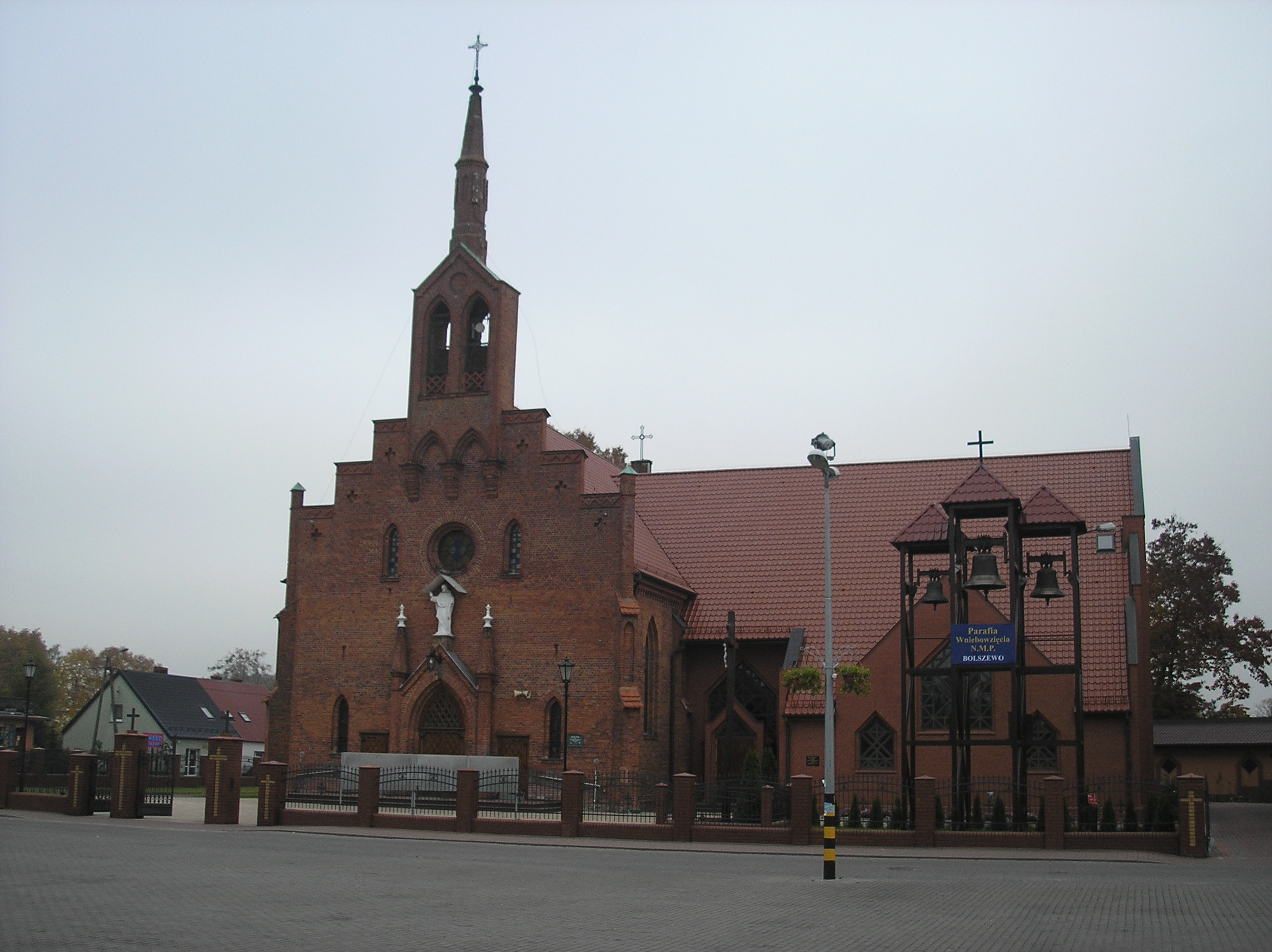
Kościół Wniebowzięcia Najświętszej Maryi Panny

Bolszewo (dodatkowa nazwa w j. kaszub. Bólszewò; niem. Bohlschau) – wieś kaszubska w Polsce położona w województwie pomorskim, w powiecie wejherowskim, w gminie Wejherowo. Leży nad rzeką Bolszewką. Bolszewo usytuowane jest w pradolinie Redy i Łeby. W latach 1975–1998 miejscowość administracyjnie należała do województwa gdańskiego.

## Opis wsi
Przez Bolszewo biegnie linia kolejowa Gdańsk-Szczecin (linia kolejowa nr 202), ale nie ma tu dworca kolejowego. Najbliższym przystankiem osobowym jest Gościcino Wejherowskie.
Miejscowość jest siedzibą parafii rzymskokatolickiej (Parafia Wniebowzięcia Najświętszej Maryi Panny w Bolszewie), należącej do dekanatu Wejherowo w archidiecezji gdańskiej.
W 1905 roku wieś zamieszkiwało 687 osób, w tym 58,2% Niemców i 40,3% Kaszubów. 51,8% ludności wyznawało katolicyzm, a 48,2% protestantyzm. W latach 1909–1911 powstała w Bolszewie elektrownia wodna o mocy 40 kW.

## Historia wsi
Pierwsze wzmianki o wsi zaczęły się pojawiać w XIV wieku. Najpierw (w 1379 roku) pojawia się nazwa „Buleczowe”. Potem „Bolischow” (1395, 1400, 1402), w 1402 roku „Boleschow”, w latach 1402–1409, 1452, 1518, w 1415 „Boleschowo”, a w 1441 roku „Pulschaw”. W latach 1411, 1443, 1445,1454 „Bulsow”, w 1455 roku „Bolessauw”, w 1456 roku „Bolszouw”, a w 1498 roku „Bolschaff”.
Pierwsza wzmianka o wsi pochodzi z dokumentu wydanego 8 grudnia 1379 roku przez niejakiego Gerda ze Strzelina (van Strellyn) dla Hinczy z Zagórza w którym jest wzmianka o młynie zbożowym i o tartaku w Buleczowe.

## Obiekty użyteczności publicznej

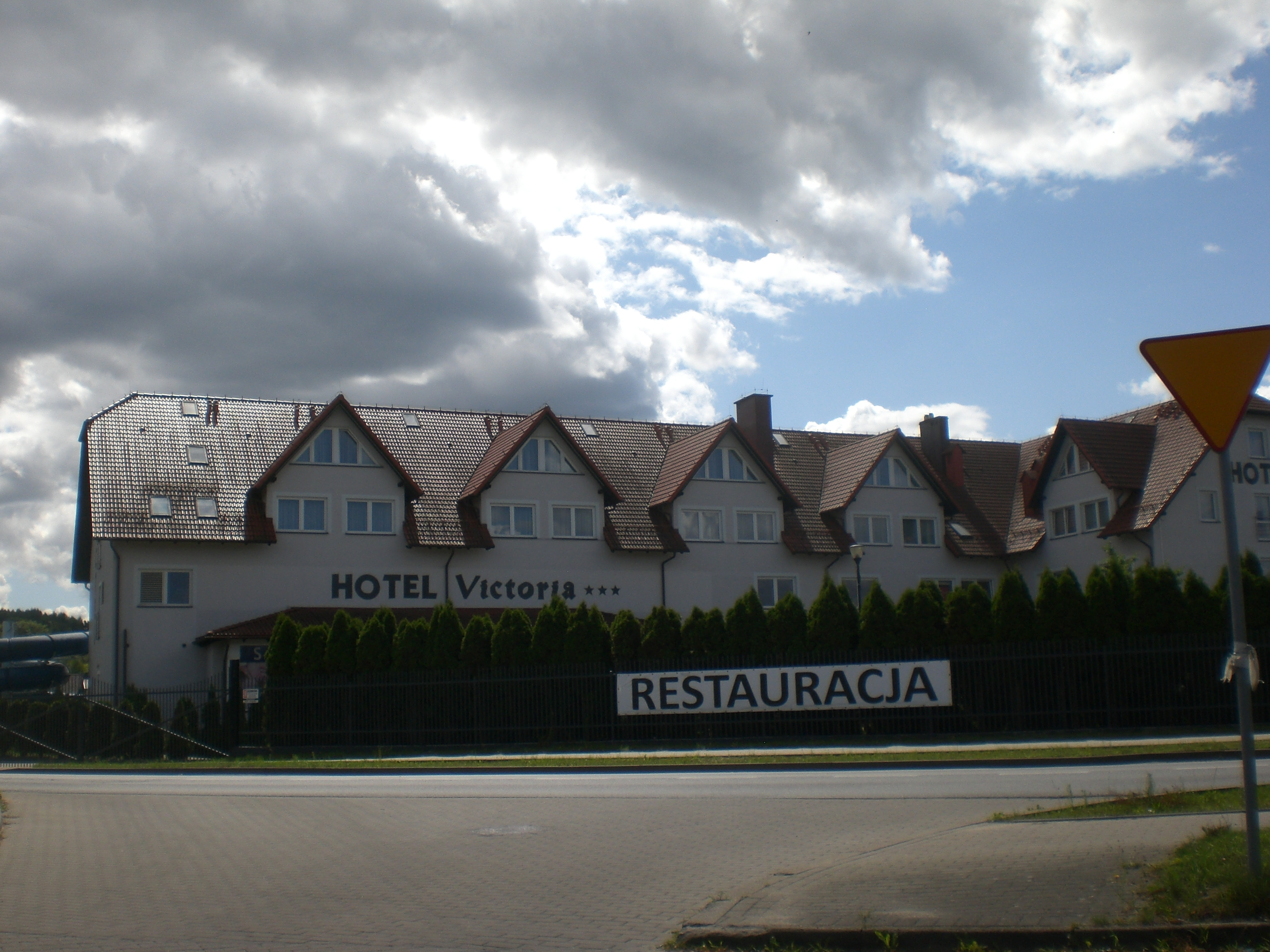
Hotel Victoria w Bolszewie

- Kościół z XIX wieku (poewangelicki), obecnie Parafia Wniebowzięcia Najświętszej Maryi Panny w Bolszewie
- Poczta
- Kaszubski Bank Spóldzielczy
- Biblioteka Gminna im. Aleksandra Labudy
- Gminny Ośrodek Zdrowia (NZOZ Bukowa Filia)
- NZOZ SimMed ul. Słoneczna 16
- Przedszkole
- Szkoła Podstawowa nr.2 w Bolszewie.
- Samorządowa Szkoła Podstawowa nr 1 im. Mikołaja Kopernika (dawniej gen. broni Zygmunta Berlinga)
- Centrum Handlowe ul. Zamostna
- Centrum Handlowe ul. Strażacka
- Centrum Handlowe ul. Słoneczna
- Korty tenisowe – Centrum sportowe
- Art Park
- Basen w Hotelu Victoria

## Zabytki
- XIX-wieczny kościół
- dzwon z 1661, wykonany przez Christiana Tima (Thima?) – fundacja rodziny Schachmann (XVII-wieczni współwłaściciele Bolszewa, pochodzący z Gdańska)
- stary cmentarz żydowski (Górka Żydowska) – na południe od przejazdu kolejowo–drogowego w kierunku Wejherowa – powstał w XVIII wieku i znajduje się w miejscu zwanym Żydowską Górką. Został zniszczony w czasie II wojny światowej – do naszych czasów zachowały się jedynie pojedyncze fragmenty nagrobków. Obecnie znajduje się w granicach administracyjnych Wejherowa, na południe od ul. Sucharskiego.
- zabytkowy dwór
- cmentarz ewangelicki
- synagoga żydowska przy ul. Głównej

## Komunikacja
Bolszewo jest bardzo dobrze skomunikowane z sąsiadującym miastem dzięki MZK Wejherowo. Mieszkańcy mogą korzystać z wielu połączeń:

- linia nr 1: Bolszewo Leśna - Szkoła / Góra Szkolna - Wejherowo os. Fenikowskiego
- linia nr 3: Gościcino Robakowska - Wejherowo Odrębna
- linia nr 4: Orle Łąkowa - Wejherowo Osiedle Fenikowskiego
- linia nr 5: Orle Łąkowa - Wejherowo Szpital
- linia nr 7: Wejherowo Cegielnia - Gościcino Dworzec PKP - Bolszewo Leśna - Szkoła
- linia nr 10: Kębłowo Wiejska - Wejherowo Pomorska
- linia nr 14: Orle Szkoła - Wejherowo Dworzec PKP

Oprócz MZK kursują tu także autobusy PKS Gdynia.
PKP Polskie Linie Kolejowe planuje w najbliższych latach budowę peronu w Bolszewie, na istniejącej linii kolejowej 202.

## Liczba mieszkańców
| Rok           | 1905 | 1910 | 2002 | 2011 | 2012 | 2014 | 2016 | 2017 | 2020 | 2021 | 2021 | 2022 | 2023 |
| ------------- | ---- | ---- | ---- | ---- | ---- | ---- | ---- | ---- | ---- | ---- | ---- | ---- | ---- |
| Lizba mieszk. | 687  | 768  | 5034 | 6523 | 6852 | 7539 | 7904 | 8079 | 8425 | 8544 | 8734 | 8808 | 8889 |